# Chauliodus pammelas
Chauliodus pammelas är en fiskart som beskrevs av Alcock 1892. Chauliodus pammelas ingår i släktet Chauliodus och familjen Stomiidae. Inga underarter finns listade i Catalogue of Life.